# Legio II Flavia Constantia

Schildbemalung der Secunda Flavia Constantia Thebaeorum um 400 n. Chr.

Die Legio II Flavia Constantia war eine Legion der spätantiken römischen Armee, die um 296/297 aufgestellt wurde und bis ins 5. Jahrhundert bestand. Der Name der Legion nimmt auf den Caesar und späteren Mitkaiser Flavius Valerius Constantius (293–306) Bezug. Das Emblem der Legion ist nicht überliefert.

## Geschichte der Legion
Die Legio II Flavia Constantia und ihre Schwesterlegion Legio I Maximiana wurden 296 oder 297 von Diokletian aufgestellt, um die bei der Aufteilung der Provinz Aegyptus neuerrichtete Provinz Thebais (Oberägypten) zu sichern.
Nach jüngerer Forschung war die Legio II Flavia Constantia am Bau des Legionslagers in Theben/Luxor beteiligt und hatte dort gemeinsam mit der Legio I Maximiana ihr erstes Standlager. Die Legio II Flavia Constantia wurde später nach Cusae (griechisch: Kusai, heute Al-Qusiyya) verlegt, wo sie bis ins 5. Jahrhundert ihr Hauptlager hatte.
Die Lage in Oberägypten blieb unruhig, sodass im Jahr 297/298 Diokletian selbst einen Feldzug führte, der ihn bis nach Elephantine brachte. Dabei wurden vermutlich Vexillationen der Legio II Traiana fortis und Legio III Diocletiana zur Verstärkung aus der Provinz Aegyptus Iovia (westliches Nildelta) herangeführt.

Die Soldaten der Legio II Flavia Constantia waren als Limitanei (Grenzlegion) eingestuft, als vermutlich im Zuge der Reformen des Kaisers Theodosius I. (379–395), die Legio II Flavia Constantia Thebaeorum als Comitatenses (Feldheer) abgespalten wurde. Den Anlass gaben Vorgänge an der Donau: Nach dem Vertrag von 382 wurden Goten als Foederati ins römische Heer aufgenommen und teilweise nach Ägypten entsandt, während römische Truppenteile, die sogenannten Aiguptioi (Ägypter) an die Donau verlegt wurden.
Um das Jahr 400 unterstand die Legio II Flavia Constantia Thebaeorum als comitatenses dem  Oberbefehl des Magister militum per Orientum und war unter dem Dux Thebaidos in Cusae stationiert. Sie bestand noch im 6. Jahrhundert und wurde womöglich erst in Zusammenhang mit der persischen Invasion Ägyptens 619 zerschlagen.

## Mythos der Thebaischen Legion
Die Legionen II Flavia Constantia und I Maximiana kämen als mögliche „Kandidaten“ für einen historischen Kern für die in christlichen Märtyrerberichten des frühen Mittelalters eine wichtige Rolle spielende Thebaische Legion (Legio Thebaica) in Betracht, doch ist die Legion historisch nicht fassbar und in den Bereich der Legende zu verweisen.